# MGM-140 ATACMS

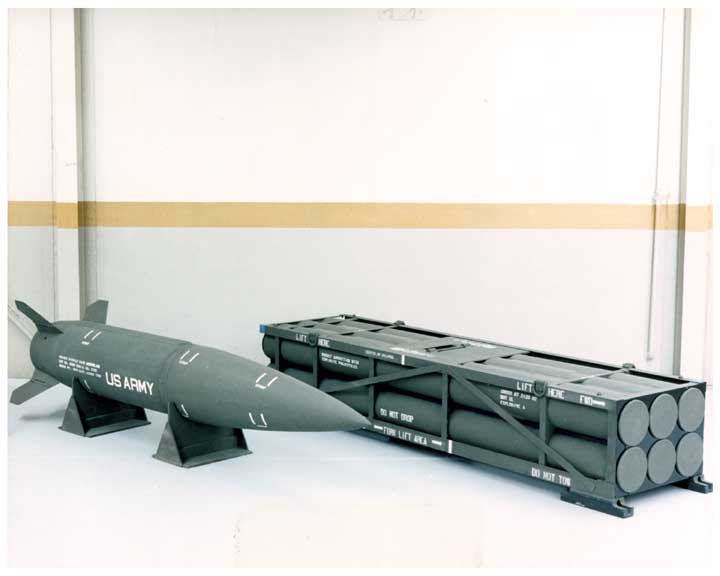
ATACMSの弾体とコンテナ

MGM-140 ATACMS (Army Tactical Missile System、日本語で「エイタクムス」、英語で /əˈtækəmz/(近似日本語音で/アターカムズ/)と呼ばれる) は、アメリカ陸軍の地対地ミサイルの1つである。米ロッキード・マーティン社により製造されている地対地ミサイル (Surface-to-surface missile、SSM)。アメリカ陸軍を中心に使用されている。M270、M270 IPDS、M270A1といったMLRSとHIMARSから発射される。地対地ミサイルではあるがシーカーを変更して対艦能力を付加することも検討されている。
ATACMS1発入りのコンテナは、他のMLRS用ロケット弾の6発入りコンテナ同様に蓋6枚や筒状の外装を有し、梱包物がATACMSか否か外観を判別不能に偽装し、部隊の射程を秘匿している。

## バリエーション
Block I
950個のM74子爆弾
Block IA
275個のM74子爆弾。軽量化により射程が延長されている。
Block II
13発のBAT 無動力滑空型誘導式子爆弾。BATは目標上空で弾体から切り離されると、主翼を展開して飛行安定性を高め、滑空しながら音響センサーと赤外線センサーで目標を捜索。タンデム式の成形炸薬弾で装甲車両の天井部分を攻撃して破壊する。
Block IIA
6発のBAT 無動力滑空型誘導式子爆弾。軽量化により射程が延長されている。

## 運用史
ATACMSの最初の実戦使用は1991年の湾岸戦争における砂漠の嵐作戦で、合わせて332発のATACMSミサイルがM270 MLRSから発射された。
イラク戦争中のイラクの自由作戦で450発以上のATACMSミサイルが発射された。
2022年6月5日に北朝鮮が8発の短距離弾道ミサイルを日本海に向けて発射し、翌日にアメリカと韓国は連携してアメリカ1発、韓国7発のATACMSを発射し「精密攻撃の能力と準備」を示した。

## 運用国

MGM-140の運用国（青色）

### 現在の運用国
- バーレーン: バーレーン軍 は、2000年に30基のM39 ATACMS、2018年に110基のM57 ATACMSを購入した[11][12]。
- ギリシャ: ギリシャ陸軍 は射程165kmのバリエーションを運用している[13][14]。
- 韓国: 大韓民国陸軍は、111基のATACMSブロックⅠと110基のATACMSブロックⅠAを購入、2004年に配備した。ハンファグループ傘下の企業がライセンス生産した[15]。
- ルーマニア: ルーマニア陸軍はM57 ATACMSを54基購入、2022年6月までに納入された[16][17][18]。
- ポーランド:  ポーランド陸軍は M57 ATACMSを30基購入し、2022年6月までに納入された。2023年2月、45基を追加購入した[19][20]。
- トルコ:  トルコ陸軍[21] はATACMS Block IAを運用している[22][23]。
- カタール: カタール陸軍はM57 ATACMSを2012年に調達した[24]。
- アラブ首長国連邦:   アラブ首長国連邦陸軍 は2014年、M57 ATACMSを100基調達した[25]。
- アメリカ合衆国:アメリカ陸軍及びアメリカ海兵隊はATACMSを運用している。
- ウクライナ: 2023年7月現在、アメリカ政府とウクライナ政府はATACMSの供与について協議している[26]。2023年7月15日、ウクライナのイエルマーク大統領府長官はATACMSの供与承認の時期は非常に近いとし、楽観的な見方を示した[27]。ウクライナは開戦当初から、ATACMSの供与を求めていた。長射程のATACMSが供与されれば、ロシアの占領下にあるクリミア半島やロシア本土を含めさらに多くの攻撃目標が射程に入るとみられ、アメリカは懸念を示している[27]。2023年10月17日に行われたベルジャーンシクとルハーンシクの飛行場への攻撃"Dragonfly作戦"中にATACMSが使用された可能性が指摘されている[28][29][30]。2024年4月24日、アメリカのジェイク・サリバン大統領補佐官はATACMSの供与開始を認めた。2月にジョー・バイデン大統領がウクライナ領内での使用を条件に「相当数の供給」を指示し、3月に輸送を開始したという[31][32]。

### 調達予定国
- オーストラリア: 2022年、オーストラリアは20基のハイマースとともに、10基のM57 ATACMSを購入した[33]。
- エストニア: 2022年7月、18基のM57 ATACMSの購入が、アメリカ議会で承認された[34]。
- リトアニア: 2022年11月、18基のM57 ATACMSの購入が、アメリカ議会で承認された[35]。
- モロッコ: 2023年4月、18基のHIMARSとともに40基のM57 ATACMSを購入した[36]。
- 台湾: 2020年10月、アメリカ国務省は64基のM57 ATACMSを台湾に売却することを承認した[37]。2024年11月10日、ATACMSの初期バッチが台湾に到着したことが報じられた[38]。

### 採用凍結国
- フィンランド: 2014年3月、フィンランドは70基の購入計画を高価格を理由にキャンセルした[39]。
- オランダ:2023年2月、80基のM57 ATACMSの購入を検討。同年5月、国防省はイスラエルのエルビット・システムズ社の20基のPULSロケット砲システムの購入を決定した[40][41][42][43][44]。

## 諸元
- Block I
  - 全長：3.98 m
  - 弾体直径：0.607 m
  - 最大射程：165 km
  - 弾体重量：1674 kg
  - 搭載子弾：M74 対人・対物子弾 950個
  - 誘導方式：慣性誘導

- Block IA
  - 最大射程：248 km
  - 搭載子弾：M74 対人・対物子弾 275個
  - 誘導方式：GPS誘導

- Block II
  - 最大射程：140 km
  - 搭載子弾：BAT 無動力滑空型誘導式子爆弾 13発

- Block IIA
  - 最大射程：300 km
  - 搭載子弾：BAT 無動力滑空型誘導式子爆弾 6発